# ProCall-arrest
Het ProCall-arrest (HR 13 juni 2003, NJ 2004/196) is een arrest van de Nederlandse Hoge Raad, dat betrekking heeft op de strikte eisen die moeten worden gesteld aan een zogenaamde kwaliteitsrekening voor derdengelden. De Hoge Raad is zeer terughoudend en wil dit vooralsnog alleen toestaan bij notarissen, gerechtsdeurwaarders, advocaten en accountants.

## Casus
Betrokkenen:
- Coöperatie vrijgevestigde geneeskundigen Beatrixziekenhuis B.A.
- ProCall Factureerdiensten BV
  - De curator in het faillissement van ProCall

3.1

In cassatie kan worden uitgegaan van (...).
Van die feiten zijn met name de volgende van belang:

Procall verzorgde voor de Coöperatie de facturering en incasso. Met het oog daarop heeft zij op haar eigen naam een rekening geopend bij de Generale Bank.
De tenaamstelling van die rekening was voorzien van de toevoeging "inzake Coöperatie Beatrix".
Op deze rekening zijn uitsluitend betalingen ontvangen van patiënten van de Coöperatie.
Deze betalingen werden gedaan door middel van acceptgiro's waarop als begunstigde stond vermeld "Coöperatie Beatrixziekenhuis Gorinchem" alsmede "ProCall Factureerdiensten bv inzake Coöperatie Beatrixziekenhuis".
ProCall is op 10 december 1997 in staat van faillissement verklaard.
Op die datum bedroeg het saldo van de rekening bij de Generale Bank f 72.223,10. Nadien is het saldo opgelopen tot ruim 173.000,--.
Partijen hebben zich op het standpunt gesteld dat de vordering van de Coöperatie op ProCall ter zake van de bedragen die vanaf de faillissementsdatum op de rekening bij de Generale Bank zijn ontvangen een concurrente boedelvordering is.

## Rechtsvraag
De Hoge Raad overwoog:

3.2

Centraal in deze zaak staat de vraag of het saldo op de rekening bij de Generale Bank tot de failliete boedel van ProCall behoort; anders gezegd: of het bij die rekening gaat om een kwaliteitsrekening,
met als gevolg dat het saldo is afgescheiden van die boedel.

## Procesgang
De Coöperatie vordert dat de curator medewerking verleent aan hetgeen van ProCall wordt gevorderd: uitbetaling van het saldo op de derdenrekening op het moment van het faillissement en van alle gelden welke nadien op de rekening zijn of worden ontvangen. De vordering is door de rechtbank toegewezen. Dit vonnis is in hoger beroep door het gerechtshof vernietigd en de vordering van de Coöperatie is alsnog afgewezen. Het cassatieberoep is verworpen. De rechtbank oordeelde dat inderdaad sprake was van een kwaliteitsrekening ten gunste van de Coöperatie. Het hof kwam tot een tegengesteld oordeel.

## Hoge Raad
De Hoge Raad overwoog:

3.3.4

Aanvaarding van een kwaliteitsrekening betekent dat een uitzondering wordt gemaakt op het (...), in art. 3:276 verankerde, uitgangspunt dat een schuldenaar in beginsel met zijn gehele vermogen instaat voor zijn schulden tegenover al zijn schuldeisers.
Blijkens de bewoordingen en strekking van deze bepaling kan een uitzondering daarop slechts worden aanvaard
als de wet anders bepaalt (...).
Weliswaar heeft de Hoge Raad in zijn [arrest Slis-Stroom] voor een specifiek geval een uitzondering op dit uitgangspunt aanvaard, maar met verdere uitbreiding daarvan dient terughoudendheid te worden betracht gezien de rechtszekerheid en de belangen van het financieringsverkeer (...).
Dit klemt te meer gelet op het feit dat de wetgever op dit arrest inmiddels slechts voor een eveneens specifiek (...) geval heeft voortgebouwd (...).
Dat specifieke geval is de generale kwaliteitsrekening, aan te houden door notarissen en gerechtsdeurwaarders.
Bij het zetten van deze stap heeft de wetgever benadrukt dat voor het maken van een uitzondering als hiervoor goede gronden vereist zijn, welke in het geval van de notaris en gerechtsdeurwaarder gevonden kunnen worden in de bescherming van het publiek, dat erop mag vertrouwen en ook daadwerkelijk pleegt te vertrouwen dat zij als degene wier wettelijke taak in vele gevallen meebrengt dat hun door derden gelden worden toevertrouwd, deze gelden afgescheiden houden van hun eigen vermogen.
In een, wat derdengelden betreft, vergelijkbare vertrouwenspositie verkeren ook de beroepsgroepen van advocaten en accountants.
Overeenkomstige toepassing van de regeling opgenomen in art. 25 Wet op het notarisambt en art. 19 Gerechtsdeurwaarderswet op de door advocaten en accountants met het oog op het ontvangen van voor derden bestemde gelden aangehouden rekeningen (...) is dan ook, als passend binnen het stelsel van de wet en aansluitend bij de wel in de wet geregelde gevallen, mogelijk.

## Conclusie
De derdenrekening bij Generale Bank ten gunste van de Coöperatie voldeed aan alle criteria van het arrest Slis-Stroom. Maar een administratiekantoor is geen notariskantoor en de betreffende bankrekening werd door de Hoge Raad niet geaccepteerd als kwaliteitsrekening.
Een separate bankrekening voor derdengelden wordt slechts in zeer specifieke gevallen geaccepteerd als kwaliteitsrekening:
- Notarissen en gerechtsdeurwaarders (op basis van de wet);
- Advocaten en accountants (naar analogie).

## Opmerking
- De conclusie van de advocaat-generaal bij het arrest geeft een heldere uiteenzetting over de voorgeschiedenis, het arrest Slis-Stroom, enz. enz.